# Tarifvertrag für den öffentlichen Dienst
| Basisdaten                                           | Basisdaten                   |
| ---------------------------------------------------- | ---------------------------- |
| Titel:                                               | Tarifvertrag öff. Dienst     |
| Abkürzung:                                           | TVöD                         |
| Verkündungstag:                                      | 19. September 2005           |
| Inkrafttreten:                                       | 1. Oktober 2005              |
| Letzte Änderung:1)                                   | Tarifeinigung 18. April 2018 |
| Mindestlaufzeit:1)                                   | 31. August 2020              |
| 1) Bitte den Hinweis zur geltenden Fassung beachten. |                              |

Der Tarifvertrag für den öffentlichen Dienst (TVöD) ist ein Vertragswerk für die Arbeitnehmer im öffentlichen Dienst, die in einem Arbeitsverhältnis zum Bund oder zu einem Arbeitgeber stehen, der Mitglied eines Mitgliedverbandes der Vereinigung der kommunalen Arbeitgeberverbände (VKA) ist (§ 1 Abs. 1 TVöD). Er trat am 1. Oktober 2005 in Kraft. Gegliedert ist der TVöD in zwei Teile: Der Allgemeine Teil (AT) enthält Regelungen für alle Bereiche des öffentlichen Dienstes, darunter allgemeine Arbeitsbedingungen, Arbeitszeit, Eingruppierung, Entgeltfortzahlung im Krankheitsfall und Ausschlussfristen. Der Besondere Teil (BT) enthält Bestimmungen nur für bestimmte Sparten bspw. für die Verwaltung (BT-V), für Krankenhäuser (BT-K), für Sparkassen (BT-S), für Flughäfen (BT-F) und für Entsorgung (BT-E).
Neben dem TVöD existieren zahlreiche weitere Tarifverträge mit Gültigkeit für den öffentlichen Dienst.

## TVöD Allgemeiner Teil

### Geltungsbereich
Der TVöD hob die Unterscheidung zwischen Arbeitern, Angestellten und Pflegebeschäftigten auf und verwendete fortan den Begriff Beschäftigte – oftmals wird auch der Begriff Tarifbeschäftigte verwendet, um eine verbale Abgrenzung zu den ebenfalls beschäftigten Beamten zu finden.
Der TVöD gilt automatisch (§ 4 Abs. 1 Tarifvertragsgesetz TVG) für alle in den vertragsschließenden Gewerkschaften organisierten Beschäftigten beim Bund und den Kommunen, die Mitglied in einem kommunalen Arbeitgeberverband sind. Für nichtorganisierte Beschäftigte und Beschäftigte von Kommunen, die dem Arbeitgeberverband nicht angehören, wird die Geltung des TVöD regelmäßig einzelvertraglich vereinbart. Ausgenommen vom TVöD sind die kommunalen Bereiche für Arbeitnehmer, für die der Tarifvertrag Versorgungsbetriebe (TV-V), der Tarifvertrag Wasserwirtschaft NW (TV-WW NW) oder der Tarifvertrag Nahverkehr (TV-N) gültig ist.

### Allgemeine Arbeitsbedingungen
Mit dem TVöD wurde der besondere Akt des Gelöbnisses und der Einstellungsuntersuchung nicht mehr im TVöD aufgenommen. Die Verschwiegenheitspflicht gilt auch über das Arbeitsverhältnis hinaus. Eine entgeltliche Nebentätigkeit ist dem Arbeitgeber rechtzeitig schriftlich mitzuteilen.

#### Personalgestellung
Neu aufgenommen in den TVöD wurde die Personalgestellung. § 4 Abs. 3 TVöD definiert den Begriff wie folgt: Werden Aufgaben eines Beschäftigten zu einem Dritten verlagert, ist auf Verlangen des Arbeitgebers bei weiterbestehendem Arbeitsverhältnis die arbeitsvertraglich geschuldete Arbeitsleistung bei dem Dritten zu erbringen. Personalgestellung ist damit die – unter Fortsetzung des bestehenden Arbeitsverhältnisses – auf Dauer angelegte Beschäftigung bei einem Dritten. Der Unterschied zur Zuweisung nach § 4 Abs. 2 S. 1 besteht also darin, dass die Beschäftigung bei dem Dritten auf Dauer angelegt ist. Voraussetzung für eine Personalgestellung ist, dass die Tätigkeiten des Arbeitnehmers auf einen anderen Arbeitgeber verlagert werden, so dass das Beschäftigungsbedürfnis beim bisherigen Arbeitgeber wegfällt. Beim Outsourcing eines Teils des Betriebes bspw. in eine interne Dienstleister-GmbH kann sich der Arbeitgeber dadurch auf § 4 Abs. 3 TVöD berufen und vom Arbeitnehmer verlangen seine Arbeitsleistung in der neuen GmbH im Rahmen der Personalgestellung zu erbringen. Das Arbeitsverhältnis bleibt beim bisherigen Arbeitgeber aber bestehen.

### Vergütung
Seit 1. Oktober 2005 gilt in jedem TVöD eine einheitliche Entgelttabelle für alle Beschäftigten (Tarifbeschäftigte). Sie besteht aus 15 Entgeltgruppen (1–15) sowie zwei Grundstufen (1–2) und vier Entwicklungsstufen (3–6). Der Aufstieg in die nächsthöhere Stufe erfolgt dabei in der Regel nach der Dauer der Berufserfahrung beim selben Arbeitgeber. So ist der Aufstieg von Grundstufe 1 auf 2 nach einem Jahr, von Stufe 2 auf 3 nach weiteren zwei Jahren, von Stufe 3 auf 4 nach weiteren drei Jahren etc. vorgesehen. Die Dauer der Zeiten des Aufstiegs ab Stufe 3 kann leistungsbezogen verlängert oder verkürzt werden. Ein nach dem 1. Oktober 2005 neu eingestellter Mitarbeiter benötigt – sofern er immer in derselben Entgeltgruppe bleibt – 15 Jahre, um von Grundentgeltstufe 1 in Erfahrungsstufe 6 zu kommen. In den Entgeltgruppen 9–15 findet die Erfahrungsstufe 6 nur Anwendung für Beschäftigte der Vereinigung der kommunalen Arbeitgeberverbände (VKA). Für Beschäftigte des Bundes und der Länder endet der „Aufstieg“ somit mit der Erfahrungsstufe 5.
Durch das Prinzip der Wippe sollen nach einer im Vergleich zum BAT zunächst abgesenkten Eingangsstufe jüngere Beschäftigte zunächst ein relativ höheres Entgelt erzielen und Ältere dann ein entsprechend geringeres.
Bei der Einordnung von neu eingestellten Beschäftigten in die Erfahrungsstufen (Anerkennung bisheriger beruflicher Erfahrungen nach § 16 TVöD) haben die Personalräte nach einer Entscheidung des Bundesverwaltungsgerichtes vom 27. August 2008 ein Mitbestimmungsrecht. Im Bereich der Bundesverwaltung wird durch eine Vorgabe des Bundesministeriums des Innern die Anwendbarkeit der Bundesverwaltungsgerichtsentscheidung jedoch zurzeit noch bestritten. Für privatrechtlich organisierte Unternehmen mit Betriebsrat, bei denen – etwa nach Einbeziehung über einen Haustarifvertrag – der TVöD anzuwenden ist, gilt nach einer Entscheidung des Bundesarbeitsgerichts ebenfalls: Die Einstufung stellt eine Eingruppierung im Sinne von § 99 Betriebsverfassungsgesetz (BetrVG) dar und unterliegt der Mitbestimmung des Betriebsrates. Das Gleiche gilt für die Mitbestimmung des jeweiligen Personalrates.

#### Entgelte für Beschäftigte des Bundes
| Entgelt- gruppe | Grundstufen               | Grundstufen                     | Entwicklungsstufen                | Entwicklungsstufen                | Entwicklungsstufen                | Entwicklungsstufen                |
| Entgelt- gruppe | bei Einstellung 1 Stufe 1 | nach 1 Jahr in Stufe 1: Stufe 2 | nach 2 Jahren in Stufe 2: Stufe 3 | nach 3 Jahren in Stufe 3: Stufe 4 | nach 4 Jahren in Stufe 4: Stufe 5 | nach 5 Jahren in Stufe 5: Stufe 6 |
| --------------- | ------------------------- | ------------------------------- | --------------------------------- | --------------------------------- | --------------------------------- | --------------------------------- |
| E 15Ü           | 6670,43                   | 7379,87                         | 8051,94                           | 8500,01                           | 8604,56                           | —                                 |
| E 15            | 5504,00                   | 5863,92                         | 6265,40                           | 6813,49                           | 7377,29                           | 7748,20                           |
| E 14            | 5003,84                   | 5329,75                         | 5755,37                           | 6227,68                           | 6754,16                           | 7132,13                           |
| E 13            | 4628,76                   | 4985,95                         | 5392,57                           | 5834,04                           | 6353,53                           | 6635,44                           |
| E 12            | 4170,32                   | 4581,34                         | 5061,67                           | 5594,63                           | 6220,01                           | 6516,74                           |
| E 11            | 4032,38                   | 4410,41                         | 4765,62                           | 5151,01                           | 5678,44                           | 5975,19                           |
| E 10            | 3895,33                   | 4191,53                         | 4528,25                           | 4893,44                           | 5300,10                           | 5433,63                           |
| E 9c            | 3757,21                   | 4013,80                         | 4334,08                           | 4683,04                           | 5061,38                           | 5182,84                           |
| E 9b            | 3619,09                   | 3736,32                         | 4029,91                           | 4352,06                           | 4706,63                           | 5003,35                           |
| E 9a            | 3480,97                   | 3699,68                         | 3759,84                           | 3963,16                           | 4335,69                           | 4483,10                           |
| E 8             | 3281,44                   | 3486,59                         | 3628,68                           | 3770,54                           | 3922,69                           | 3995,85                           |
| E 7             | 3095,23                   | 3331,58                         | 3472,38                           | 3614,47                           | 3748,49                           | 3820,45                           |
| E 6             | 3042,04                   | 3236,55                         | 3372,94                           | 3507,92                           | 3640,49                           | 3708,02                           |
| E 5             | 2928,99                   | 3117,67                         | 3245,11                           | 3380,06                           | 3505,47                           | 3570,28                           |
| E 4             | 2802,62                   | 2993,55                         | 3153,75                           | 3253,48                           | 3353,20                           | 3411,60                           |
| E 3             | 2762,69                   | 2968,02                         | 3017,99                           | 3132,21                           | 3217,92                           | 3296,43                           |
| E 2Ü            | 2601,60                   | 2835,82                         | 2921,62                           | 3036,03                           | 3114,63                           | 3173,31                           |
| E 2             | 2582,16                   | 2784,28                         | 2834,67                           | 2906,58                           | 3064,63                           | 3229,97                           |
| E 1 2           | —                         | 2355,52                         | 2388,86                           | 2430,55                           | 2469,42                           | 2569,47                           |

#### Entgelte für Beschäftigte der Vereinigung der kommunalen Arbeitgeberverbände (VKA)
| Entgelt- gruppe | Grundstufen               | Grundstufen                     | Entwicklungsstufen                | Entwicklungsstufen                | Entwicklungsstufen                | Entwicklungsstufen                |
| Entgelt- gruppe | bei Einstellung 1 Stufe 1 | nach 1 Jahr in Stufe 1: Stufe 2 | nach 2 Jahren in Stufe 2: Stufe 3 | nach 3 Jahren in Stufe 3: Stufe 4 | nach 4 Jahren in Stufe 4: Stufe 5 | nach 5 Jahren in Stufe 5: Stufe 6 |
| --------------- | ------------------------- | ------------------------------- | --------------------------------- | --------------------------------- | --------------------------------- | --------------------------------- |
| E 15Ü           | —                         | 6752,60                         | 7462,01                           | 8134,09                           | 8582,18                           | 8686,69                           |
| E 15            | 5504,00                   | 5863,92                         | 6265,40                           | 6813,49                           | 7377,29                           | 7748,20                           |
| E 14            | 5003,84                   | 5329,75                         | 5755,37                           | 6227,68                           | 6754,16                           | 7132,13                           |
| E 13            | 4628,76                   | 4985,95                         | 5392,57                           | 5834,04                           | 6353,53                           | 6635,44                           |
| E 12            | 4170,32                   | 4581,34                         | 5061,67                           | 5594,63                           | 6220,01                           | 6516,74                           |
| E 11            | 4032,38                   | 4410,41                         | 4765,62                           | 5151,01                           | 5678,44                           | 5975,19                           |
| E 10            | 3895,33                   | 4191,53                         | 4528,25                           | 4893,44                           | 5300,10                           | 5433,63                           |
| E 9c            | 3787,84                   | 4052,08                         | 4339,43                           | 4649,06                           | 4981,91                           | 5220,52                           |
| E 9b            | 3566,89                   | 3814,56                         | 3969,97                           | 4429,89                           | 4702,42                           | 5018,11                           |
| E 9a            | 3448,96                   | 3662,32                         | 3869,96                           | 4331,88                           | 4436,39                           | 4703,23                           |
| E 8             | 3281,44                   | 3486,59                         | 3628,68                           | 3770,54                           | 3922,69                           | 3995,85                           |
| E 7             | 3095,23                   | 3331,58                         | 3472,38                           | 3614,47                           | 3748,49                           | 3820,45                           |
| E 6             | 3042,04                   | 3236,55                         | 3372,94                           | 3507,92                           | 3640,49                           | 3708,02                           |
| E 5             | 2928,99                   | 3117,67                         | 3245,11                           | 3380,06                           | 3505,47                           | 3570,28                           |
| E 4             | 2802,62                   | 2993,55                         | 3153,75                           | 3253,48                           | 3353,20                           | 3411,60                           |
| E 3             | 2762,69                   | 2968,02                         | 3017,99                           | 3132,21                           | 3217,92                           | 3296,43                           |
| E 2Ü            | 2601,60                   | 2835,82                         | 2921,62                           | 3036,03                           | 3114,63                           | 3229,97                           |
| E 2             | 2582,16                   | 2784,28                         | 2834,67                           | 2906,58                           | 3064,63                           | 3229,97                           |
| E 1 2           | —                         | 2355,52                         | 2388,86                           | 2430,55                           | 2469,42                           | 2569,47                           |

#### Erläuterungen zur Tabelle
Neben den oben aufgeführten Tabellen existiert seit 1. November 2009 eine eigene Entgelttabelle für die Beschäftigten im Sozial- und Erziehungsdienst (TV SuE). Die Entgeltgruppen sind von S 2 bis S 18 durchnummeriert.
Der Bemessungssatz im Tarifgebiet Ost gegenüber dem Tarifgebiet West beträgt 92,5 % für Verträge mit dem Bund (Bundesrepublik Deutschland) und 97 % seit 1. Juli 2007 für Verträge mit der VKA. Seit dem 1. Januar 2008 (Entgeltgruppen 1–9) bzw. 1. April 2008 wurde der Bemessungssatz im Tarifgebiet Ost für Beschäftigte des Bundes auf Westniveau angehoben. Seit diesem Zeitpunkt besteht zwischen beiden Tarifgebieten nur noch ein Unterschied bei der Jahressonderzahlung. Daneben gibt es noch Unterschiede zwischen beiden Tarifgebieten, die sich aus dem Bereich der Zusatzversorgung und der Sozialversicherung ergeben.
Mit Tarifeinigung vom 27. Februar 2010 wurden die Entgelte rückwirkend zum 1. Januar 2010 angehoben.
Das dreistufige Ergebnis der Tarifeinigung vom 31. März 2012 sah als erste Stufe eine lineare Erhöhung der Entgelte ab 1. März 2012 um 3,5 % vor. Ab dem 1. Januar 2013 und zum 1. August 2013 betrug die Erhöhung jeweils 1,4 %. Die Laufzeit endete am 28. Februar 2014.

#### Stufenzuordnung
Die Ermittlung ist in § 16 TVöD geregelt.
Bei Neueinstellung werden Beschäftigte grundsätzlich der Stufe 1 zugeordnet, können je nach Berufserfahrung jedoch sogar bis Stufe 3 zugeordnet werden. Der Stufenaufstieg erfolgt bei ununterbrochener Tätigkeit innerhalb derselben Entgeltgruppe nach Stufenlaufzeit, also Aufstieg auf Stufe 2 nach einem Jahr in Stufe 1, Aufstieg auf Stufe 3 nach zwei Jahren in Stufe 2 usw.; die höchste Stufe 6 wird demnach nach fünf Jahren in Stufe 5 erreicht.

#### Familienbezogene Entgeltbestandteile
Familienbezogene Entgeltbestandteile, wie der Verheiratetenzuschlag sowie die Kinderzuschläge im Ortszuschlag und der Erhöhungsbetrag im Weihnachtsgeld, sind im TVöD (mit Ausnahme von Überleitungsregelungen) ganz weggefallen. Das Weihnachts- und Urlaubsgeld wird als reduzierte Jahressonderzahlung ausgezahlt.
Für am 1. Oktober 2005 bestehende Arbeitsverhältnisse wurde im Rahmen eines ergänzenden Überleitungstarifvertrags (TVÜ) aus der für September 2005 gezahlten Grundvergütung, der allgemeinen Zulage, dem Ortszuschlag bis zur Stufe 2 und der Funktionszulage das Vergleichsentgelt für Oktober 2005 gebildet. Für Konkurrenzfälle im Unterschiedsbetrag zwischen Stufe 1 und 2 des Ortszuschlages (sogenannter Ehegattenbestandteil) gibt es Sonderregeln, die berücksichtigen, dass bei dem nicht in den TVöD übergeleiteten Ehegatten künftig ein höherer Familien- oder Ortszuschlag gezahlt wird. Daneben wird der Ortszuschlag ab der Stufe 3 (kinderbezogene Bestandteile) als Besitzstand weitergezahlt. Ein Arbeitnehmer hat daher nach der Überleitung in den meisten Fällen zunächst keine Einkommensverluste zu verzeichnen. Zumindest ist in den meisten Fällen im Wesentlichen das Familieneinkommen gesichert. Für Kinder, die bis zum 31. Dezember 2005 geboren wurden, gilt ein erweiterter Besitzstand: Der Kinderzuschlag wird – genauso wie die Besitzstandszulagen der vor dem 1. Oktober 2005 geborenen Kinder – zusätzlich zum Vergleichsentgelt so lange weiter gezahlt, wie die Kindergeldberechtigung besteht. Dieser Kinderzuschlag (Besitzstand Kinder) ist unabhängig vom Kindergeld zu zahlen und hat keinen Einfluss auf den Unterhalt der Kinder und bleibt ganz allein den Erziehungsberechtigten vorbehalten. Sollte das Kindergeld aber für die hier genannten Kinder unterbrochen werden (Kind ist zum Beispiel zwischen Lehre und Studium angestellt, oder es macht längere Zeit ehrenamtliche Tätigkeit) und später fortgesetzt werden, wird der Kinderzuschlag nicht erneut gezahlt.
Leistungsbezogene Vergütung
Ziel der Tarifparteien war die Einführung einer leistungsorientierten Entlohnungskomponente. Zu einem nicht näher bestimmten Zeitpunkt sollen insgesamt 8 % der Lohnsumme nach einer gemeinsamen Erklärung zukünftig als Leistungsbezahlung ausgeschüttet werden.
Zunächst wurde eine Leistungskomponente in Höhe von 1 % (Gehaltssumme des Vorjahres ohne Einbeziehung der Sonderzahlungen) vereinbart. Für den Bund war darüber hinaus noch ein eigener Tarifvertrag zu vereinbaren (LeistungsTV-Bund), der zum 1. Januar 2007 in Kraft getreten ist. Schließlich wird dann das Leistungsentgelt nach noch näher in Dienstvereinbarungen/Betriebsvereinbarungen zwischen Personalrat/Betriebsrat und Dienststelle bzw. Unternehmen zu regelnden Bewertungsprinzipien an die Arbeitnehmer zunächst nur in Form von einmaligen Prämien ausgezahlt. Die Finanzierung erfolgt aus der Kürzung der Jahressonderzahlungen und dem Wegfall der Kinderzulagen. Für die Übergangszeit zwischen der tariflichen Verpflichtung zur Auszahlung und dem Abschluss von Dienst- bzw. Betriebsvereinbarungen, gab es folgende Übergangsregelungen:
Bund
Im Jahr 2007 haben alle Beschäftigten mit dem Tabellenentgelt des Monats Juli 2007 ein pauschales Leistungsentgelt in Höhe von 6 % des ihnen für den Monat März 2007 jeweils gezahlten Tabellenentgelts erhalten. Kam bis zum 30. Juni 2007 keine entsprechende Dienst- bzw. Betriebsvereinbarung zustande, erhielten die Beschäftigten mit dem Tabellenentgelt des Monats April 2008 pauschal 6 % des für den Monat Dezember 2007 jeweils zustehenden Tabellenentgelts. Solange auch in den Folgejahren keine Dienstvereinbarung zustande kam bzw. kommt werden jeweils weitere 6 % des Vorjahres-Dezember-Tabellenentgeltes als pauschales Leistungsentgelt ausgezahlt. Hierdurch wird sichergestellt, dass jeweils ungefähr die Hälfte des auszuzahlenden Leistungsentgeltes zur Auszahlung kommt (6 % eines Monatsentgeltes entspricht ca. 0,5 % eines Jahresentgeltes). Die nicht ausgezahlte andere Hälfte geht den Beschäftigten jedoch nicht verloren, sondern erhöht entsprechend das Leistungsentgelt der kommenden Jahre. Gleichzeitig wird der Druck auf die Dienststellen und deren Personal- bzw. Betriebsräte erhöht, eine entsprechende Dienst- bzw. Betriebsvereinbarung abzuschließen.
VKA
Durch den TVöD war sichergestellt, dass der Gesamtbetrag für 2007 in Höhe von 12 % des Septembergehalts je Arbeitnehmer zur Ausschüttung kam. Seit dem 1. Januar 2008 erfolgt ohne Dienstvereinbarung allerdings nur eine Pauschalausschüttung des hälftigen Betrags, was den Druck auf die Betriebsparteien zum Abschluss einer entsprechenden Dienstvereinbarung erhöht. Der Abschluss von Dienstvereinbarungen verzögerte sich vielerorts, weil insbesondere auf Arbeitnehmerseite noch auf ein Inkrafttreten der oben genannten Restantenliste gedrängt wurde, die erst mit der Tarifeinigung vom 31. März 2008 erfolgte. Inzwischen ist eine Regelung im Rahmen einer Dienstvereinbarung erfolgt.
Die Ermittlung der Mitarbeiter, welche eine Leistungszulage oder -prämie erhalten, hat entweder durch systematische Leistungsbewertung und/oder Zielvereinbarung zu erfolgen. Allerdings bereitet die Bewertung über Zielvereinbarung aufgrund der Festlegung objektiver Messwerte Schwierigkeiten.

#### Ausgleich für Sonderformen der Arbeit
Die Beschäftigten erhalten nach § 8 TVöD neben dem Entgelt für die tatsächliche Arbeitsleistung auch Zeitzuschläge für Überstunden, Nachtarbeit, Sonntagsarbeit, Feiertagsarbeit.

### Eingruppierung
Die Vereinfachung der Eingruppierung war weiteres wesentliches Ziel der Tarifreform. 17.000 verschiedene Eingruppierungsmerkmale wurden als Beweis für ein undurchschaubar gewordenes Vergütungssystem herangezogen. Diese Merkmale sollten deutlich reduziert werden. Allerdings ist es den Tarifparteien bis zum Abschluss im Jahr 2005 nicht gelungen, die neue Entgeltordnung auszuhandeln. Sie sollte bis Ende 2006 verhandelt und zum 1. Januar 2007 angewandt werden. Bis zu diesem Zeitpunkt galten die Eingruppierungsmerkmale des BAT vorerst weiter. Aufgrund der Streitigkeiten um die Arbeitszeiten zwischen den Gewerkschaften ver.di und dbb tarifunion und der Vereinigung der kommunalen Arbeitgeberverbände (VKA) seit November 2006 wurden die Verhandlungen über die neue Eingruppierungsordnung nicht fortgeführt. Zum 31. Dezember 2007 können die vorläufigen Übergangsvorschriften des TVÜ, die sich im Wesentlichen auf die BAT/BMTG/MTArb-Tätigkeitsmerkmale und Eingruppierungen beziehen, gekündigt werden. Eine Nachwirkung ist ausgeschlossen. Da eine neue Entgeltordnung nicht in Sicht ist, drohen aus Arbeitnehmersicht willkürliche Eingruppierungen durch die Arbeitgeber und verstärkte Auseinandersetzungen vor den Arbeitsgerichten. Mit der Tarifeinigung vom 31. März 2008 wurde der Zeitraum für die Verhandlungen um zwei Jahre verlängert. Am 2. August 2011 fand die zweite Sitzung der Steuerungsgruppe auf Spitzenebene zur Entgeltordnung mit Bund und VKA statt. Mit dem Bund vereinbarten die Gewerkschaften, die Tarifverhandlungen über eine Entgeltordnung zum TVöD auf der Grundlage des Abschlusses des Tarifvertrag für den öffentlichen Dienst der Länder (TV-L) vom 10. März 2011 unter Einbeziehung bundesspezifischer Besonderheiten fortzusetzen. Eine Entgeltordnung zum TVöD (Bund) wurde rückwirkend zum 1. Januar 2014 in Kraft gesetzt. Beim TV-L für den öffentlichen Dienst der Länder konnte zum 1. Januar 2012 bereits eine Entgeltordnung zum Tarifvertrag in Kraft treten. Die Vereinigung der kommunalen Arbeitgeberverbände (VKA) lehnte das Entgeltordnungsmodell des TV-L als Basis für den TVöD (Bund und Kommunen) aber ab.
Als Ausgleich für die nicht erreichte Einigung über die vorläufige Zuordnung von Tätigkeitsmerkmalen mit Aufstiegen und Vergütungsgruppenzulagen im Bereich bis zur Vergütungsgruppe Vc BAT erhalten neueingestellte Beschäftigte und Wechsler für 2011 im Oktober erneut eine Pauschalzahlung von 250 Euro.
Bewährungs-, Fallgruppen- und Tätigkeitsaufstiege sind in den Tabellenwerten der jeweiligen Stufe bereits berücksichtigt und fallen damit im TVöD nicht mehr an.
Siehe auch: #Seit Inkrafttreten

### Jahressonderzahlung
Für das Jahr 2005 wurden Urlaubs- und Weihnachtsgeld noch in vorheriger Höhe ausgezahlt. Für 2006 wurde im November Weihnachts- und Urlaubsgeld in gleicher Höhe zusammengefasst ausgezahlt. Seit dem 1. Januar 2007 sind das Urlaubs- und das Weihnachtsgeld zu einer insgesamt abgesenkten Jahressonderzahlung zusammengefasst, die seitdem folgende Höhe aufwiesen:
| Entgeltgruppe     | E1–E8, S2–S8         | E1–E8, S2–S8        | E9–E12, S9–S18       | E9–E12, S9–S18      | E13–E15              | E13–E15             |
| Zeitraum          | Tarifgebiet West (%) | Tarifgebiet Ost (%) | Tarifgebiet West (%) | Tarifgebiet Ost (%) | Tarifgebiet West (%) | Tarifgebiet Ost (%) |
| ----------------- | -------------------- | ------------------- | -------------------- | ------------------- | -------------------- | ------------------- |
| ab 1. Januar 2007 | 90,0                 | 67,5                | 80,0                 | 60,0                | 60,0                 | 45,0                |
| 2017              | 82,05                | 61,54               | 72,52                | 54,39               | 53,43                | 40,07               |
| 2018              | 79,51                | 59,6325             | 70,28                | 52,71               | 51,78                | 38,835              |
| 2019              | 79,51                | 65,1982             | 70,28                | 57,6296             | 51,78                | 42,4596             |
| 2020              | 79,51                | 69,9688             | 70,28                | 61,8464             | 51,78                | 45,5664             |
| 2021              | 79,51                | 74,7394             | 70,28                | 66,0632             | 51,78                | 48,6732             |
| 2022              | 84,51                | 81,509895           | 70,28                | 70,28               | 51,78                | 51,78               |
| 2023              | 84,51                | 84,51               | 70,28                | 70,28               | 51,78                | 51,78               |

(Die Prozentangaben beziehen sich auf das Monatsbruttogehalt.)
Die Jahressonderzahlung berechnet sich grundsätzlich aus den Tabellensätzen des Durchschnittsentgeltes (ohne Zuschläge) der Monate Juli bis September und wird mit dem Novembergehalt ausbezahlt. Voraussetzung für die Gewährung ist, dass das Dienstverhältnis am 1. Dezember des Jahres besteht. Für jeden Monat des Jahres, in dem kein Anspruch auf Entgelt bestand, wird die Sonderzahlung um ein Zwölftel gemindert.

### Arbeitszeitregelungen
Die kommunalen Beschäftigten im Tarifgebiet West arbeiten seit der Einigung der Tarifparteien im Frühjahr 2008 ab Juli 2008 einheitlich 39 Stunden in der Woche, die kommunalen Beschäftigten im Tarifgebiet Ost bis 31. Dezember 2021 40 Stunden in der Woche, ab 1. Januar 2022 39,5 Stunden in der Woche und ab 1. Januar 2023 39 Stunden in der Woche, sowie die Beschäftigten beim Bund einheitlich 39 Stunden in der Woche. Die Tarifvertragspartner können sich auf Länder-Ebene (nur im Westen) darauf verständigen, die Wochenarbeitszeit auf bis zu 40 Stunden zu verlängern. Entsprechende Tarifvereinbarungen wurden in Hamburg, Niedersachsen und Baden-Württemberg getroffen. Diese drei Länder haben unterschiedliche Regelungen getroffen, in keiner dieser Landesverwaltungen konnte die 38,5-Stunden-Woche von ver.di gehalten werden (siehe 20. März 2006), in keinem Land konnte sich allerdings auch die Vereinigung der kommunalen Arbeitgeberverbände (VKA/KAV) für den Kommunalbereich mit der Forderung nach der 40-Stunden-Woche durchsetzen.
siehe: Seit Inkrafttreten
Der TVöD eröffnet in § 10 neue Möglichkeiten zur Einführung von flexiblen Arbeitszeitmodellen unter Nutzung von Langzeitarbeitskonten. Diese sind wie die Regelungen zur Leistungsbezahlung durch Dienstvereinbarungen im Einzelnen zu regeln.

### Jahresurlaub
Beim Inkrafttreten des TVöD wurde die aus dem BAT stammende Regelung über den Jahresurlaub übernommen. Hiernach betrug der Urlaub (bei einer Fünftagewoche) für Personen, die am Jahresanfang das 30. Lebensjahr nicht vollendet haben, 26 Arbeitstage, für Personen, die entsprechend das 40. Lebensjahr nicht vollendet haben, 29 Arbeitstage und ab dem 40. Lebensjahr 30 Arbeitstage. Aufgrund der Rechtsprechung des Bundesarbeitsgerichts stellt diese altersabhängige Regelung eine Altersdiskriminierung dar. Im Rahmen der Tarifeinigung vom 31. März 2012 ist die Neuregelung ab 2013 wie folgt: Personen in der Berufsausbildung erhalten 27 Arbeitstage Urlaub; sonstige Personen unterhalb von 55 Jahren 29 Arbeitstage und Personen ab dem 55. Lebensjahr 30 Tage. Wer spätestens am 31. Dezember 2012 das 40. Lebensjahr vollendet, behält im Rahmen der Besitzstandswahrung den 30-tägigen Urlaubsanspruch. Mit dem Tarifabschluss vom 1. April 2014 wurde der Jahresurlaub für alle vom TVöD Betroffenen rückwirkend ab 1. Januar 2014 auf 30 Tage festgelegt.

### Unkündbarkeit
Die prinzipielle Unkündbarkeit wurde für das Tarifgebiet West gemäß den bisherigen Regelungen vereinbart. Danach gilt ein besonderer tariflicher Kündigungsschutz für Beschäftigte, die das 40. Lebensjahr vollendet haben und mindestens 15 Jahre bei einem unter den Geltungsbereich des TVöD fallenden Arbeitgeber beschäftigt sind. Die außerordentliche Kündigung (aus wichtigem Grund) ist allerdings auch bei „unkündbaren“ Arbeitnehmern (ähnlich wie im alten BAT, dort § 54) möglich. Angestellten, die vor dem 30. September 2005 (BAT) bereits unter dem besonderen Kündigungsschutz standen (§ 55 Abs. 1 BAT), kann aus dienstlich wichtigem Grunde nicht gekündigt werden. Eine außerordentliche Kündigung kann lediglich verhaltens- oder personenbedingt möglich sein. In den neuen Bundesländern (Tarifgebiet Ost) gilt dieser besondere Kündigungsschutz nicht.

### Sonstige Regelungen
Umsetzung des SIMAP- und Jäger-Urteils des Europäischen Gerichtshofes. Arbeitszeit und Bereitschaftsdienst dürfen nicht mehr als 13 bzw. 16 Stunden (einschließlich Pausen) betragen, unter strengen Voraussetzungen kann diese Zeitspanne noch auf maximal 24 Stunden erhöht werden.

## TVöD Besonderer Teil
Zur besseren Übersicht und Lesbarkeit haben die Tarifvertragsparteien für den kommunalen Bereich aus dem Allgemeinen Teil des TVöD und dem jeweiligen Besonderen Teil entsprechend der Prozessvereinbarung vom 9. Januar 2003 durchgeschriebene Fassungen für die sechs Dienstleistungsbereiche erstellt:
- TVöD-V = für den Bereich Verwaltung im Bereich der VKA mit Anwendung der Standard-Gehaltstabelle.
- TVöD-SuE = für den Bereich Sozial- und Erziehungsdienst mit Abweichung von der Standard-Gehaltstabelle
- TVöD-B = für den Dienstleistungsbereich Pflege- und Betreuungseinrichtungen im Bereich der VKA mit Abweichung von der Standard-Gehaltstabelle
- TVöD-E = für den Dienstleistungsbereich Entsorgung im Bereich der VKA mit Anwendung der Standard-Gehaltstabelle
- TVöD-F = für den Dienstleistungsbereich Flughäfen im Bereich der VKA mit Anwendung der Standard-Gehaltstabelle
- TVöD-K = für den Dienstleistungsbereich Krankenhäuser im Bereich der VKA mit Abweichung von der Standard-Gehaltstabelle
- TVöD-S = für den Dienstleistungsbereich Sparkassen im Bereich der VKA mit Abweichung von der Standard-Gehaltstabelle

Die Standard-Gehaltstabelle wird auch als TVöD-VKA bezeichnet.

## Tarifentwicklung
Tarifrunden fanden 2005, 2008, 2010, 2012, 2014, 2016, 2018, 2020 und 2023 statt.
Die Tarifrunde 2018 brachte zum 1. März 2018 eine Erhöhung von durchschnittlich 3,19 Prozent, zum 1. April 2019 von durchschnittlich 3,09 Prozent und zum 1. März 2020 von durchschnittlich 1,06 Prozent. Die tatsächlichen Erhöhungen waren je nach Entgeltgruppe und Stufe unterschiedlich. Die Laufzeit wurde auf 30 Monate bis zum 31. August 2020 festgelegt. Verhandelt wurde von Ende Februar bis Mitte April 2020.
Die Tarifrunde 2020 endete mit einer Einigung auf eine 28 monatige Verlängerung des TVöD bis zum Ablauf des Jahres 2022. Statt wie sonst üblich fand zum Zeitpunkt des Beginns der Verlängerung, hier zum 1. September 2020, keine Tariferhöhung statt. Zum 1. April 2021 wurden die Tabellenentgelte um 1,4 Prozent erhöht, mindestens jedoch um 50 Euro. Zum 1. April 2022 folgte eine Erhöhung um weitere 1,8 Prozent. Die Vereinte Dienstleistungsgewerkschaft (ver.di) und der DBB Beamtenbund und Tarifunion (DBB) hatten 4,8 Prozent Erhöhung bei 12 Monaten Laufzeit sowie einen Mindestbetrag von 150 Euro gefordert. Dies hätte 11,2 Prozent hochgerechnet auf die tatsächlich vereinbarte 28-monatige Laufzeit bedeutet. Der Abschluss liegt somit 71,43 Prozent unter der anfänglicher Arbeitnehmerforderung. Vom September 2020 bis August 2022 stieg der harmonisierte Verbraucherpreisindex um 13,7 Punkte. Daher haben die Arbeitnehmer im öffentlichen Dienst einen Kaufkraftverlust von über 10 Prozent in diesem Tarifzeitraum zu beklagen. Die Nominallöhne in Deutschland stiegen 2021 um 3,1 Prozent. Dies entspräche hochgerechnet auf 28 Monate einem Anstieg von etwa 7,2 Prozent. Dieser Annahme folgend wäre die Entgelterhöhung im Bereich des TVöD nur gut halb so hoch wie in der Gesamtwirtschaft.
In der Tarifrunde 2023 wurde eine Einigung für einen 24 monatigen Zeitraum vom 1. Januar 2023 bis zum 31. Dezember 2024 erzielt. Für die ersten 14 Monate wurde eine Nullrunde vereinbart bei gleichzeitiger Zahlung eines einkommenssteuerfreien Inflationsausgleichsgeldes in Höhe von insgesamt 3000 €. Am 1. März 2024 fand eine Erhöhung der Gehälter zunächst um einen Sockelbetrag in Höhe von 200 € statt. Der um 200 € erhöhte Zwischenwert wurde anschließend (im selben Monat) um weitere 5,5 Prozentpunkte erhöht. Überall dort, wo diese zwei Schritte nicht zu einer Erhöhung um insgesamt mindestens 340 € führten, wurde das Gehalt stattdessen um 340 € erhöht.

## Geschichte

### Vorgänger
Durch den TVöD wurde der Bundes-Angestelltentarifvertrag (BAT), der Manteltarifvertrag für Arbeiterinnen und Arbeiter des Bundes und der Länder (MTArb), der Bundesmanteltarifvertrag für Arbeiter gemeindlicher Verwaltungen und Betriebe (BMT-G II; ) und die entsprechenden für die Neuen Länder geltenden Tarifverträge (BAT-O, MTArb-O, BMT-G-O; „O“ für „Ost“) weitgehend abgelöst.

### Entstehung
Der TVöD wurde am 13. September 2005 abgeschlossen und trat am 1. Oktober 2005 in Kraft. Vertragsparteien waren die öffentlichen Arbeitgeber, namentlich die Bundesrepublik Deutschland, vertreten durch das Bundesministerium des Innern (BMI), und die VKA auf der einen Seite und die Vereinte Dienstleistungsgewerkschaft (ver.di), vertreten durch den Bundesvorstand, auf der anderen Seite. ver.di handelte zugleich für die Gewerkschaft der Polizei (GdP), der IG Bauen-Agrar-Umwelt und die Gewerkschaft Erziehung und Wissenschaft (GEW). Ein inhaltsgleicher Tarifvertrag wurde mit der DBB Beamtenbund und Tarifunion unterzeichnet. Der TVöD stand am Ende einer zweijährigen Verhandlungsphase zur Neugestaltung des Tarifrechts im deutschen Öffentlichen Dienst. In den Folgejahren wurde der TVöD immer wieder angepasst.
Die Tarifgemeinschaft deutscher Länder (TdL) schied aus den anfangs gemeinsam geführten Tarifverhandlungen im Jahr 2004 vorzeitig aus. Sie hat stattdessen am 19. Mai 2006 mit den Gewerkschaften einen eigenen Tarifvertrag für den öffentlichen Dienst der Länder (TV-L) abgeschlossen. Dieser Tarifvertrag trat am 1. November 2006 in Kraft. Seitdem finden die Tarifverhandlungen für die Länder zeitlich unabhängig von den Verhandlungen mit Bund und Gemeinden statt.
Nachdem die bisherigen Tarifverträge für den deutschen öffentlichen Dienst nach Ansicht der Tarifvertragsparteien über die Jahrzehnte viel zu kompliziert geworden waren, haben sie in der Potsdamer Prozessvereinbarung im Januar 2003 eine grundlegende Modernisierung des Tarifsystems vereinbart. Hauptmotiv war die Absicht der öffentlichen Arbeitgeber, bei Neueinstellungen Geld zu sparen und die Haushalte zu entlasten.
Eine Lenkungsgruppe, vier allgemeine Gruppen (Mantel, Arbeitszeit, Bezahlung und Eingruppierung) und fünf besondere Gruppen (Verwaltung, Krankenhäuser, Sparkassen, Flughäfen und Entsorgung) wurden gebildet und haben über 25 Monate lang verhandelt.
Eine Einigung auf den neuen Tarifvertrag für den öffentlichen Dienst erfolgte am 9. Februar 2005 bei den Potsdamer Tarifverhandlungen. Der neue TVöD wurde aber zunächst nur zwischen Bund (BMI) und Kommunen (VKA – Vereinigung der kommunalen Arbeitgeberverbände) einerseits und den Gewerkschaften andererseits abgeschlossen.
Am 11. September 2005 – zwei Tage vor der endgültigen Unterzeichnung des TVöD – kündigte der Marburger Bund die Tarifgemeinschaft mit ver.di. Es war deswegen strittig, ob der TVöD auch für Ärzte bei kommunalen Arbeitgebern gilt. Ein geplanter Ärztestreik am 13. Dezember 2005 wurde vom Arbeitsgericht Köln mit der Begründung untersagt, dass der BAT vom Marburger Bund noch nicht gekündigt sei und deshalb weitergelte. Daraufhin kündigte der Marburger Bund den BAT mit Wirkung zum 1. Februar 2006, Tarifverhandlungen mit der Vereinigung der kommunalen Arbeitgeberverbände (VKA) wurden aufgenommen. Im August 2006 kam es zum Abschluss eines arztspezifischen Tarifvertrags zwischen VKA und Marburger Bund.
Die Tarifgemeinschaft deutscher Länder unter dem Vorsitz des niedersächsischen Finanzministers Hartmut Möllring war zunächst wegen der noch offenen Arbeitszeitfragen gegen eine Übernahme des TVöD. Im Rahmen des TV-L wurde dies in den Landesverwaltungen nun auf relativ komplizierten Berechnungswegen inzwischen geklärt.
Für den TVöD-Geltungsbereich (Bund/Kommunen) haben Nachverhandlungen zu strittigen Fragen (sogenannte Restantenliste) stattgefunden; Ende Oktober 2006 konnten einige strittige Fragen geklärt werden, zum Beispiel bei der Arbeitnehmerhaftung. Die Restanten haben im Rahmen der Tarifeinigung 2008/2009 Einzug in den TVöD gefunden.
Wesentliche Neuerung des TVöD sind die Vereinheitlichung des Tarifwerks für Arbeiter, Angestellte und Pflegebeschäftigte sowie die Abkehr von der dienstalters- und familienbezogenen Bezahlung hin zu einer erfahrungs- und leistungsorientierten Vergütung.

### Tarifvertrag zur Überleitung der Beschäftigten in den TVöD und zur Regelung des Übergangsrechts (TVÜ)
Grundlage für die Überleitung sind folgende Tarifverträge vom 13. September 2005:
- Tarifvertrag zur Überleitung der Beschäftigten in den TVöD und zur Regelung des Übergangsrechts (TVÜ-Bund)
- Tarifvertrag zur Überleitung der Beschäftigten in den TVöD und zur Regelung des Übergangsrechts (TVÜ-VKA)

Bei der Überleitung wurde zwischen Arbeitern und Angestellten unterschieden. Grundsätzlich wurde vereinbart, dass keine Verluste für bereits Beschäftigte bei ihrem aktuellen Lohn/Gehalt entstehen sollen. Die Überleitung in das neue Tarifsystem fand am 1. Oktober 2005 statt.
Die Regelungen zur Überleitung sind sehr umfangreich und werden hier nur grob dargestellt.

#### Überleitung der Angestellten
Aufgrund einer Überleitungstabelle wurde der seitherigen Vergütungsgruppe eine entsprechende TVöD-Entgeltgruppe zugeordnet.
Zunächst wurde für jeden Angestellten ein Vergleichsentgelt errechnet. Dieses bestand aus den BAT-Vergütungsbestandteilen Grundvergütung, Ortszuschlag der Stufe 1 oder 2 (ledig, verheiratet) sowie der allgemeinen Tarifzulage. Diese Berechnung erfolgte auf der Basis einer Vollzeitbeschäftigung. Aus der zugeordneten Entgeltgruppe nach TVöD wurde diejenige Stufe festgelegt, deren Betrag der Nächstniedrigere zum Vergleichsentgelt darstellt. Es muss sich dabei mindestens um Stufe 2 handeln. Bei Teilzeitbeschäftigung wird nun auf das entsprechende Volumen umgerechnet.
Zu dem ermittelten Grundentgelt wurde nun als Besitzstand bezahlt: evtl. Zulagen für Kinder (Differenz zu Ortszuschlagstufe 3 und folgende), bereits erhaltene Vergütungsgruppenzulagen und sonstige Zulagen, sowie die Differenz des TVöD-Grundentgeltes zum individuellen Vergleichsentgelt. Damit sollte sichergestellt werden, dass kein Arbeitnehmer weniger verdient als zuvor.
In dieser festgestellten Stufe verblieb jeder übergeleitete Arbeitnehmer bis zum 30. September 2007. Zum 1. Oktober 2007 wurden alle, die die Endstufe noch nicht erreicht hatten, in die nächsthöhere reguläre Erfahrungsstufe höhergestuft. Der Besitzstand aus der Differenz zum Vergleichsentgelt entfiel damit.
Soweit zwischen dem 1. Oktober 2005 und dem 30. September 2007 Bewährungsaufstiege und Vergütungsgruppenzulagen anstanden, wurden diese zum ursprünglich nach BAT vorgesehenen Zeitpunkt vorgenommen, sofern am 1. Oktober 2005 mindestens die Hälfte der erforderlichen Bewährungszeit erreicht war. Diese Regelung wurde mit dem Tarifabschluss vom 31. März 2008 und vom 27. Februar 2010 teilweise geändert und bis zum 31. Dezember 2012 verlängert, wobei in künftigen Tarifrunden erneute Verlängerungen vereinbart werden können.

#### Überleitung der Arbeiter
Bei den Arbeitern wurde die Erfahrungsstufe ermittelt, indem die individuelle Beschäftigungszeit so angesehen wird, als wenn zu Beginn des Arbeitsverhältnisses bereits der TVöD gegolten hätte. War das dort ermittelte Entgelt allerdings geringer als sein bisheriges Vergleichsentgelt, erhielt er ebenso die Differenz zum Vergleichsentgelt als Bestandsschutz. Im Unterschied zum Angestellten allerdings solange, wie nach der individuellen Beschäftigungszeit der Aufstieg in die nächsthöhere Stufe zu erfolgen hatte.

#### Strukturausgleichszahlungen
Für einige festgelegte Vergütungssituationen wurden Ausgleichszahlungen vereinbart. Dabei handelt es sich um Fälle, bei denen sich durch die Überleitung die Einkommenserwartungen in der Zukunft deutlich verschlechtert haben („Exspektanzverlust“). Die Strukturausgleichsbeträge werden frühestens ab 1. Oktober 2007 monatlich für eine bestimmte Dauer oder dauerhaft bezahlt. Der Strukturausgleich ist ein nicht dynamischer Betrag, der bei künftigen Tariferhöhungen unverändert bleibt und der bei etwaigen Höhergruppierungen verrechnet wird, sich also um die Entgelterhöhung reduziert.

#### Probleme bei der Überleitung
Bei der Überleitung kam es insbesondere in Fällen der Konkurrenzregelungen beim Ortszuschlag ab Stufe 2 zu Problemen.
Im bisherigen Tarifsystem des öffentlichen Dienstes wurden Verheiratetenzuschlag und Kinderzulage nur einmalig für beide Partner gewährt, sofern beide im öffentlichen Dienst beschäftigt waren. Fiel nun der Ehegatte des TVöD-Angestellten unter einen weiterhin gültigen BAT-Tarifvertrag oder das Beamtenrecht, wonach (weiterhin) Familienzuschläge gewährt wurden, wurde im Vergleichsentgelt der familienbezogene Zuschlag gekürzt. Der Arbeitgeber des Ehegatten bezahlte dafür den vollen Zuschlag. In der Regel blieb das Familieneinkommen erhalten.
Ist nun aber der Ehegatte nur teilzeitbeschäftigt oder geht er in Elternzeit, wird das Vergleichsentgelt und damit der Besitzstand des TVöD-Partners zwar gekürzt, der andere Partner erhält aber ab dem 1. Oktober 2005 wegen der ab diesem Zeitpunkt fehlenden Konkurrenz nur den Teil bis zur Höhe seines Beschäftigungsanteils oder im Falle der Elternzeit keinen Zuschlag. Zusätzliche Verschlechterungen treten ein, wenn der teilzeitbeschäftigte Ehepartner vorher den bis dahin ungekürzten Kinderzuschlag erhalten hat. Auch können hohe Verluste entstehen, wenn der ebenfalls im öffentlichen Dienst beschäftigte Ehegatte selbst nicht in den TVöD übergeleitet wird. Hierdurch kann es vorkommen, dass der TVöD-Beschäftigte in eine niedrigere Zwischenstufe übergeleitet wird, was sich ab dem 1. Oktober 2007 monatlich bis zu mehreren hundert Euro auswirken kann. Dies steht im Widerspruch zur derzeitigen politischen Zielsetzung der Familien- und Kinderförderung, ist aber dennoch in verschiedenen Fällen bereits höchstrichterlich gegen die klagenden TVöD-Beschäftigten entschieden worden.
Die Tarifparteien waren sich dieser Problemfälle (wesentlicher Teil der sogenannten „Restantenliste“) bewusst und haben entsprechende Nachverhandlungen geführt, die in die Tarifeinigung 2008 einflossen. Da aber auch bei diesen Nachverhandlungen nicht alle Lücken geschlossen wurden, wurden diese Lücken anschließend teilweise außertariflich weiter geschlossen.

#### Einmalzahlungen für 2005, 2006 und 2007 sowie seitherige Tariferhöhungen
Für die gesamte Laufzeit des Tarifabschlusses wurden keine regulären tabellenwirksamen Tariferhöhungen vereinbart. Als Ausgleich erhielten die Beschäftigten (ausschließlich im Tarifgebiet alte Bundesländer) Einmalzahlungen in Höhe von je 300 Euro in den Jahren 2005, 2006 und 2007. Die Auszahlung erfolgte 2005 im April, Juli und Oktober zu je 100 Euro. In den Jahren 2006 und 2007 jeweils im April und im Juli zu je 150 Euro. Auszubildende erhielten jährlich (im Juli) eine Einmalzahlung von 100 Euro.
Folgende Tariferhöhungen wurden seither vereinbart:
Abschluss vom 31. März 2008:
- 1. Januar 2008 Sockelbetrag von 50 Euro + lineare Erhöhung von 3,1 %
- 1. Januar 2009 lineare Erhöhung von 2,8 % sowie Einmalzahlung von 225 Euro

Abschluss vom 27. Februar 2010:
- 1. Januar 2010 lineare Erhöhung von 1,2 %
- 1. Januar 2011 lineare Erhöhung von 0,6 % sowie Einmalzahlung von 240 Euro
- 1. August 2011 lineare Erhöhung von 0,5 %

Abschluss vom 31. März 2012:
- 1. März 2012: lineare Erhöhung von 3,5 %
- 1. Januar 2013: lineare Erhöhung von 1,4 %
- 1. August 2013: lineare Erhöhung von 1,4 %

Abschluss vom 1. April 2014:
- 1. März 2014: lineare Erhöhung von 3 %. Bleibt der Erhöhungsbetrag einer Entgeltgruppe und -stufe unter dem Garantiebetrag von 90 Euro, so wird das betreffende Gehalt um 90 Euro erhöht. Diese Erhöhung ist tabellenwirksam
- 1. März 2015: lineare Erhöhung von 2,4 %

Abschluss vom 29. April 2016:
- 1. März 2016: lineare Erhöhung von 2,4 %
- 1. Februar 2017: lineare Erhöhung von 2,35 %

Die Laufzeit dieses Tarifabschlusses endete mit dem 28. Februar 2018.

### Seit Inkrafttreten
Die Bestimmungen zum Entgelt und zu den Sonderzahlungen hatten anfangs eine Laufzeit bis zum 31. Dezember 2007. Der TVöD konnte frühestens zum 31. Dezember 2009 gekündigt werden.
Anfang 2007 wurden erste Bezirkstarifverträge zum TVöD abgeschlossen. Diese regeln regionale Besonderheiten.
Am 24. April 2007 hatte die VKA beim Arbeitsgericht Berlin Klage gegen ver.di und die dbb – Tarifunion erhoben. Die VKA vertrat die Auffassung, dass sie auf Grund der zwischen ihr und den beiden genannten Gewerkschaften geltenden sogenannten „Meistbegünstigungsklausel“ ein Recht auf die mit der TdL (Tarifgemeinschaft deutscher Länder) ausgehandelten Arbeitszeiten im TV-L – und hier namentlich auf die in Bayern geltende Wochenarbeitszeit von 40 Stunden und sechs Minuten – gehabt hätte. Die gewerkschaftliche Sicht der Dinge war, dass die im TV-L vereinbarten Arbeitszeitregelungen keine Wirkungen auf den TVöD haben. Der Rechtsstreit ist mit der Tarifeinigung vom 31. März 2008 einvernehmlich beendet worden.
Aufgrund der Verhandlungen zu den Arbeitszeiten im Frühjahr 2006 und zu den strittigen Punkten zum TVöD wurden die Verhandlungen zu den neuen Eingruppierungsmerkmalen zunächst nicht aufgenommen. Bei der Tarifeinigung vom 31. März 2008 ist ein Zeitrahmen für die Verhandlungen und ihren Abschluss vereinbart worden.
Viele Details mussten nach dem 1. Oktober 2005 zwischen Arbeitgebern und Personalräten / Betriebsräten weiter ausgehandelt werden, so Fragen der zeitlichen Lage der Arbeitszeit und der Vergabe von Leistungsprämien. Hierzu wurden zahlreiche Betriebs- bzw. Dienstvereinbarungen abgeschlossen. Mit dem Tarifabschluss 2008 wurde vereinbart, dass in Krankenhäusern die Bestimmungen für leistungsbezogene Vergütung für zwei Jahre ausgesetzt werden.
In der Tarifeinigung vom 31. März 2008 (Laufzeit der Vergütungstarifverträge bis 31. Dezember 2009) wurden die Vergütungen erhöht. Die Arbeitszeit bleibt in den östlichen Bundesländern bei 40 Stunden pro Woche, bei den Einrichtungen des Bundes sowie den kommunalen Einrichtungen in Baden-Württemberg und Niedersachsen bleibt sie bei 39 Stunden, in den Krankenhäusern (West) bei 38,5 Stunden. In den übrigen Bereichen beträgt die wöchentliche Arbeitszeit ab 1. Juli 2008 39 Stunden.
Für die Berufsgruppen des Sozial- und Erziehungsdienstes konnte nach langen Warnstreiks und Streiks in Kindertagesstätten von April bis Juli 2009 am 29. Juli 2009 eine Einigung zwischen den Gewerkschaften (verdi, GEW, dbb tu) und der Vereinigung der kommunalen Arbeitgeberverbände erzielt werden. Diese umfasst neben Regelungen über eine Betriebliche Gesundheitsförderung auch Einkommenserhöhungen insbesondere für neue Beschäftigte, die nach dem Inkrafttreten des Tarifvertrages am 1. Oktober 2005 neu eingestellt wurden. Für Beschäftigte im Sozial- und Erziehungsdienst wird eine neue besondere Einkommenstabelle mit 16 Entgeltgruppen S3 bis S18 und Tabellenentgelten von 1.750 Euro bis 4.525 Euro eingeführt. Es hat eine Überleitung nach dem Vergleichsentgelt ab 1. November 2009 stattgefunden. Inzwischen konnten einige strittig gebliebene Fragen geklärt werden, so die Eingruppierung der Sozialarbeiter/innen des ASD der Jugendämter, die den Kinderschutzauftrag nach § 8a SGB VIII wahrnehmen, nach Entgeltgruppe S 14. Die Entgeltordnung wurde seitens der Gewerkschaft ver.di zum 1. März 2015 gekündigt. Ziel war es, bessere Eingruppierungen durchzusetzen.

## Weitere Tarifverträge im öffentlichen Dienst
Neben dem TVöD gibt es zahlreiche weitere aktuell für den Bund und im Kommunalbereich gültige Tarifverträge im öffentlichen Dienst.

### Bund
Auf Bundesebene bestehende Tarifverträge neben dem TVöD gelten teilweise für alle Arbeitnehmer, die den Regelungen des TVöD unterfallen, beispielsweise der Tarifvertrag über die Entgeltordnung des Bundes (TV EntgO Bund), teilweise nur für bestimmte Personengruppen, beispielsweise für Auszubildende und Praktikanten und teilweise zeitlich begrenzt, beispielsweise der Tarifvertrag über eine einmalige Corona-Sonderzahlung.
- Tarifvertrag für Auszubildende des öffentlichen Dienstes (TVAöD – Allgemeiner Teil; Besonderer Teil BBiG; Besonderer Teil Pflege)
- Tarifvertrag für Studierende in ausbildungsintegrierten dualen Studiengängen im öffentlichen Dienst (TVSöD)
- Tarifvertrag für die Kraftfahrer und Kraftfahrerinnen des Bundes (KraftfahrerTV Bund)
- Tarifvertrag über die Entgeltordnung des Bundes (TV EntgO Bund) mit Anlage 1 (Entgeltordnung)
- Tarifvertrag über das Leistungsentgelt für die Beschäftigten des Bundes (LeistungsTV-Bund)
- Tarifvertrag für Praktikantinnen/Praktikanten des öffentlichen Dienstes (TVPöD)
- Tarifvertrag zur Regelung der Altersteilzeitarbeit (TV ATZ)
- Tarifvertrag zur Regelung flexibler Arbeitszeiten für ältere Beschäftigte
- Tarifvertrag über die betriebliche Altersversorgung der Beschäftigten des öffentlichen Dienstes vom 1. März 2002 (Tarifvertrag Altersversorgung – ATV)
- Tarifvertrag über eine einmalige Corona-Sonderzahlung (TV Corona-Sonderzahlung 2020)
- Tarifvertrag über eine Corona-Sonderprämie Öffentlicher Gesundheitsdienst (TV Corona-Sonderprämie ÖGD)
- Tarifvertrag zur Regelung der Arbeitsbedingungen der bei Auslandsvertretungen der Bundesrepublik Deutschland beschäftigten nicht entsandten Arbeitnehmer (TV AN Ausland)
- Tarifvertrag zur Regelung der Arbeitsbedingungen der bei Auslandsvertretungen der Bundesrepublik Deutschland beschäftigten deutschen nicht entsandten Beschäftigten (TV Beschäftigte Ausland)
- Tarifvertrag über Begleitmaßnahmen im Zusammenhang mit dem Beschluss des Deutschen Bundestages vom 20. Juni 1991 zur Vollendung der Einheit Deutschlands (UmzugsTV)
- Tarifvertrag zur Regelung der Arbeitsbedingungen von Beschäftigten des Bundes, die Tätigkeiten in der Waldarbeit ausüben (TV-Wald-Bund)
- Tarifvertrag für Auszubildende zur Forstwirtin/zum Forstwirt in forstwirtschaftlichen Verwaltungen, Einrichtungen und Betrieben des Bundes
- Tarifvertrag über die Gewährung einer Einmalzahlung an Auszubildende zur Forstwirtin/zum Forstwirt in forstwirtschaftlichen Verwaltungen, Einrichtungen und Betrieben des Bundes
- Tarifvertrag über Zulagen an Angestellte bei den Sicherheitsdiensten des Bundes

## Sonstiges

### Kritik
Während Anerkennung in einem gewissen Maße durch monetäre Belohnung vorhanden ist, deutet Herzbergs Theorie hierdurch indirekt auf ein Problem im grundsätzlichen Versuch, privatwirtschaftliche Instrumente auf den öffentlichen Sektor zu übertragen: Im Konzept der Public Service Motivation (PSM), welches die Motive und Motivation von Individuen im öffentlichen Dienst analysiert, wurde festgestellt, dass die Motivation von Bediensteten im öffentlichen Dienst primär auf intrinsischen Faktoren beruht und extrinsische Faktoren, insbesondere finanzielle Anreize, weniger geschätzt werden, auch wenn leistungsorientierte Vergütung grundsätzlich befürwortet wird. Fast jede der genannten Theorien erachtet eine leistungsorientierte Vergütung zur Leistungssteigerung als geeignet, gleichzeitig ist aber deutlich, dass ein Fokus auf monetäre Anreize zu singulär ist. Im europäischen Vergleich sind die bisherigen Resultate von Leistungsbesoldung unbefriedigend. Nicht nur die Zwei-Faktoren-Theorie, wie auch PSM betonen die Bedeutung von intrinsischen Faktoren: die operante Konditionalisierungstheorie, Zielsetzungstheorie und Equity-Theorie sind deutliche Beispiele für den Stellenwert von Leadership und Organisationskultur im Rahmen von Leistungsorientierung, da klare Ziele, Mitarbeiterbeteiligung, Fairness, Transparenz, intrinsische Faktoren wie der besondere Stellenwert der Aufgaben im öffentlichen Dienst und Anerkennung durch vielfältige nicht-monetäre Weise deutlicher gemacht und gestärkt werden können.
Die Leistungssteigerung und Wettbewerbsfähigkeit im Vergleich zur Privatwirtschaft durch Leistungsentgelt darf aufgrund der anderen Bedingungen im öffentlichen Dienst nicht überschätzt werden. Ein Wettbewerb mit der Privatwirtschaft unter diesen Gesichtspunkten ist schwer zu gewinnen, gleichzeitig muss aber auch beachtet werden, dass solch ein Wettbewerb und ein zu großer Fokus auf extrinsische Anreize einen „crowding out effect“ und eine Verschiebung zu Angestellten mit weniger hoher PSM zur Folge haben kann. Auch ist deutlich, dass der blinde Transfer von privatwirtschaftlichen Instrumenten in den öffentlichen Dienst nicht zielführend ist und unter Umständen mit mehr Risiken als Nutzen verbunden ist.

### Sprachliche Besonderheiten
Der Tarifvertrag öffentlicher Dienst definiert einige Begriffe abweichend von der vorherrschenden Verwendung dieser Begriffe in den Arbeitswissenschaften. Ein Beispiel hierfür ist die Normalleistung gemäß § 7 Abs. 3 des Tarifvertrags über das Leistungsentgelt für die Beschäftigten des Bundes. Sie ist definiert als „Erfüllt die Anforderungen in vollem Umfang“ und stellt die mittlere Leistungsstufe dar. Diese Definition weicht erheblich vom Gebrauch der Normalleistung (REFA) ab, die in den Arbeitswissenschaften üblich ist.